# بيت شعلان (المخادر)

تعديل مصدري - تعديل

بيت شعلان محلة تابعة لقرية العهاب، التابعة لعزلة جبل عقد بمديرية المخادر إحدى مديريات محافظة إب في الجمهورية اليمنية، بلغ تعداد سكانها 48 حسب تعداد اليمن لعام 2004.